# 2009 w grach komputerowych
| Skróty platform | Skróty platform                                  |
| --------------- | ------------------------------------------------ |
| DC              | Dreamcast                                        |
| Droid           | Android                                          |
| DS              | Nintendo DS                                      |
| GB              | Game Boy                                         |
| GBA             | Game Boy Advance                                 |
| GBC             | Game Boy Color                                   |
| GCN             | GameCube                                         |
| iOS             | iOS                                              |
| Lin             | komputer osobisty z systemem operacyjnym Linux   |
| Mac             | komputer osobisty Mac                            |
| N64             | Nintendo 64                                      |
| NS              | Nintendo Switch                                  |
| PC              | komputer osobisty                                |
| PS1             | PlayStation                                      |
| PS2             | PlayStation 2                                    |
| PS3             | PlayStation 3                                    |
| PS4             | PlayStation 4                                    |
| PS5             | PlayStation 5                                    |
| PSP             | PlayStation Portable                             |
| PSVita          | PlayStation Vita                                 |
| Wii             | Wii                                              |
| WiiU            | Wii U                                            |
| Win             | komputer osobisty z systemem operacyjnym Windows |
| X360            | Xbox 360                                         |
| XONE            | Xbox One                                         |
| Xbox            | Xbox                                             |
| XSX             | Xbox Series                                      |

Artykuł opisuje ważne wydarzenia w 2009 roku w branży gier komputerowych. Zobacz też: historia gier komputerowych.

## Wydarzenia
| Miesiąc                | Dzień          | Wydarzenie |
| ---------------------- | -------------- | --- |
| Styczeń                | 29             | Ensemble Studios, producent serii Age of Empires, zostaje zamknięty po 15 latach działania. |
| Luty                   | 3              | Crytek, producent gier FarCry i Crysis, kupuje Free Radical Design, twórców serii TimeSplitters i zmienia nazwę studia na Crytek UK. |
| Luty                   | 4              | Warner Bros. Interactive Entertainment nabywa Snowblind Studios, producenta Baldur’s Gate: Dark Alliance. |
| Marzec                 | 23–27          | W San Francisco w Kalifornii odbywa się Game Developers Conference 2009. |
| Kwiecień               | 22             | Square Enix nabywa Eidos plc, wydawców serii Tomb Raider i Hitman. |
| Maj                    | 25             | Tectoy zaczyna sprzedaż konsoli gier wideo Zeebo w Brazylii. |
| Czerwiec               | 2–4            | W Los Angeles odbyło się E3 2009, na którym pokazano wiele nowych gier, jak i nowe kontrolery ruchu dla PlayStation 3 i Xbox 360. Ujawniono też nową wersję PlayStation Portable, przenośną konsolę PSP Go, która opiera się jedynie na dystrybucji cyfrowej. |
| Sierpień               | 13–16          | QuakeCon 2009 w Hilton Anatole w Dallas. |
| Sierpień               | 17             | Joakim Bennet ogłasza, że szwedzkie czasopismo gier komputerowych „Super PLAY” przestanie być produkowane. |
| Sierpień               | 17–19          | Games Developers Conference Europe 2009 odbyło się w Koelnmesse w Kolonii w Niemczech. |
| Sierpień               | 19–23          | gamescom 2009 odbyło się w Koelnmesse w Kolonii w Niemczech, gdzie Sony ujawniło nową wersję swojej konsoli PlayStation 3. PS3 Slim z 120GB dyskiem twardym używa nowego logo i wyglądu, zmieniając postać marki PlayStation 3.                               |
| Sierpień               | 21–22          | BlizzCon 2009 odbył się w Anaheim Convention Center w Anaheim w Kalifornii. Bilety na konferencję zostały wyprzedane w ciągu kilku minut od pojawienia się w sprzedaży.                                                                                       |
| Sierpień               | 31             | Batman: Arkham Asylum zdobywa rekord Guinnessa za „Najlepiej Przyjętą Grę o Superbohaterze”. |
| Wrzesień               | 1-3            | Uruchomienie sprzedaży nowego 120GB Sony PS3 Slim po niższej cenie, co zostało odebrane pozytywnie przez krytyków i graczy. |
| Wrzesień               | 4-7            | PAX 2009 odbyło się Washington State Convention and Trade Center w Seattle w stanie Waszyngton. |
| Wrzesień               | 17-20          | GCA Games Convention Asia 2009 odbyło się w Suntec Singapore International Convention and Exhibition Centre w Singapurze. |
| Wrzesień               | 24–27          | Tokyo Game Show 2009 odbyło się w Makuhari Messe w Chiba w Japonii. |
| Październik            | 1              | Start nowej konsoli Sony, PSP Go spotkało się z różnymi opiniami z powodu wysokiej ceny w porównaniu z jej poprzednikiem, PSP-3000. |
| Październik - listopad | 30 paź – 1 lis | International Digital Entertainment Festival 2009 (iDEF) odbył się w Royal Exhibition Building w Melbourne w Australii. |
| Listopad               | 14-15          | Wystawa GameOn! London na Earls Court. W wystawie uczestniczyli m.in. Capcom, Electronic Arts, Nintendo i Sony Computer Entertainment. |

## Wydane gry

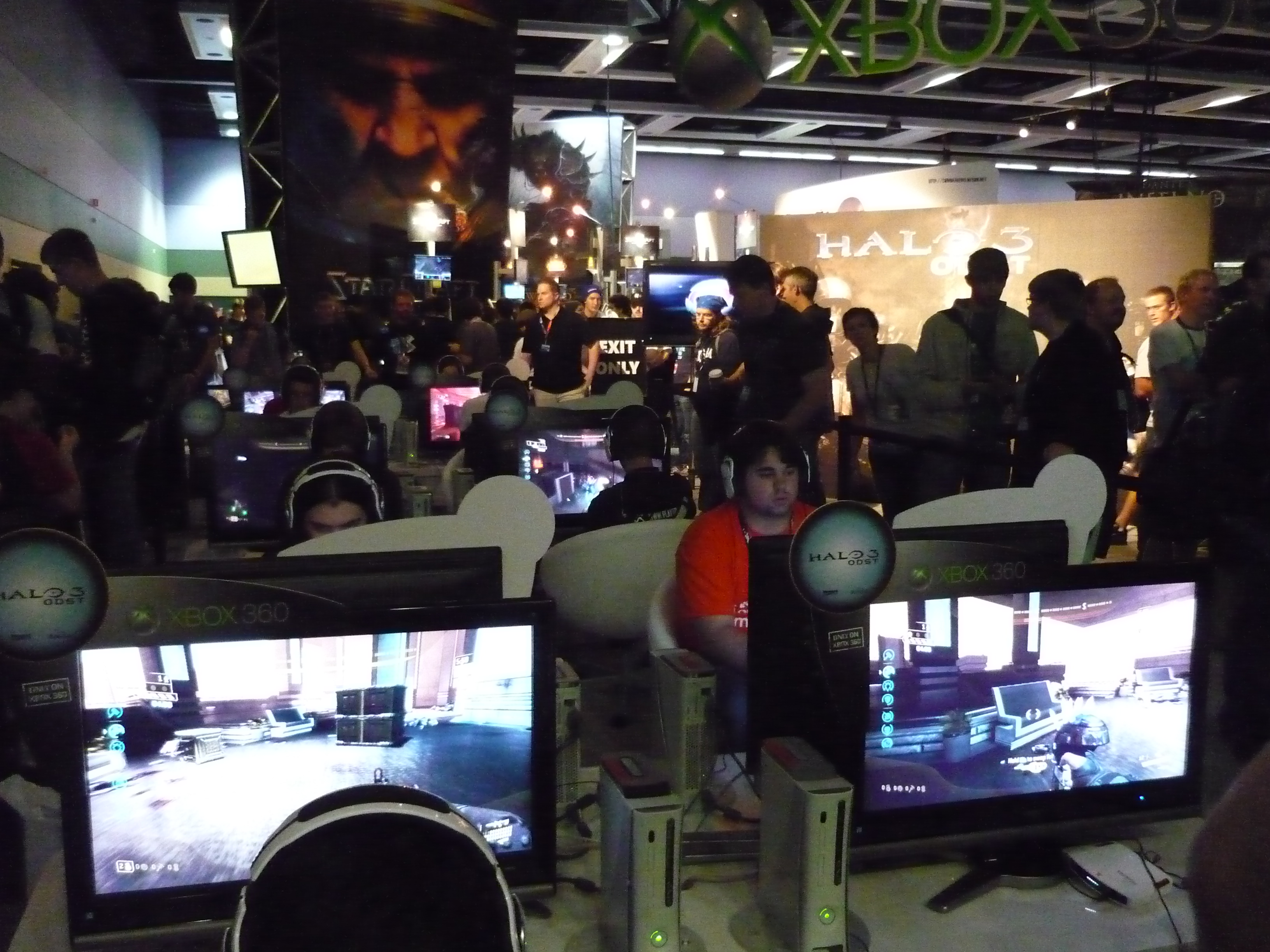
Penny Arcade Expo 2009

| Miesiąc               | Dzień | Tytuł                                                      | Platforma                                        |
| S T Y C Z E Ń         | 6     | Saints Row 2                                               | Win                                              |
| S T Y C Z E Ń         | 13    | Mirror’s Edge                                              | Win                                              |
| S T Y C Z E Ń         | 13    | Moon                                                       | NDS                                              |
| S T Y C Z E Ń         | 13    | The Lord of the Rings: Conquest                            | PS3, Win, X360, NDS                              |
| S T Y C Z E Ń         | 20    | Star Ocean: Second Evolution                               | PSP                                              |
| S T Y C Z E Ń         | 21    | Skate 2                                                    | PS3, X360                                        |
| S T Y C Z E Ń         | 21    | SimAnimals                                                 | NDS, Wii                                         |
| S T Y C Z E Ń         | 26    | MLB Front Office Manager                                   | PS3, Win, X360                                   |
| S T Y C Z E Ń         | 27    | Afro Samurai                                               | PS3, X360                                        |
| S T Y C Z E Ń         | 27    | Coraline                                                   | PS2, NDS, Wii                                    |
| S T Y C Z E Ń         | 27    | DJ Max Fever                                               | PSP                                              |
| S T Y C Z E Ń         | 29    | Savage Moon                                                | PS3                                              |
| S T Y C Z E Ń         | 30    | Jets’n’Guns                                                | Lin                                              |
| L U T Y               | 3     | My World, My Way                                           | NDS                                              |
| L U T Y               | 3     | Tenchu: Shadow Assassins                                   | Wii                                              |
| L U T Y               | 5     | Burnout: Paradise: The Ultimate Box                        | Win                                              |
| L U T Y               | 9     | Deadly Creatures                                           | Wii                                              |
| L U T Y               | 10    | F.E.A.R. 2: Project Origin                                 | PS3, Win, X360                                   |
| L U T Y               | 10    | X-Blades                                                   | PS3, Win, X360                                   |
| L U T Y               | 10    | Sonic’s Ultimate Genesis Collection                        | PS3, X360                                        |
| L U T Y               | 10    | NASCAR Kart Racing                                         | Wii                                              |
| L U T Y               | 10    | Retro Game Challenge                                       | NDS                                              |
| L U T Y               | 10    | OneChanbara: Bikini Zombie Slayers                         | Wii                                              |
| L U T Y               | 10    | OneChanbara: Bikini Samurai Squad                          | X360                                             |
| L U T Y               | 10    | The House of the Dead: Overkill                            | Wii                                              |
| L U T Y               | 10    | LocoRoco 2                                                 | PSP                                              |
| L U T Y               | 12    | Flower                                                     | PS3                                              |
| L U T Y               | 13    | Perimeter 2: New Earth                                     | Win                                              |
| L U T Y               | 16    | Fire Emblem: Shadow Dragon                                 | NDS                                              |
| L U T Y               | 17    | Street Fighter IV                                          | PS3, X360                                        |
| L U T Y               | 17    | Race Pro                                                   | X360                                             |
| L U T Y               | 17    | Disney Sing It! - High School Musical 3: Senior Year       | PS3, PS2, Wii, X360                              |
| L U T Y               | 17    | Dragon Quest V: Hand of the Heavenly Bride                 | NDS                                              |
| L U T Y               | 17    | Grand Theft Auto IV: The Lost And Damned                   | X360                                             |
| L U T Y               | 19    | Warhammer 40.000: Dawn of War II                           | Win                                              |
| L U T Y               | 19    | Noby Noby Boy                                              | PS3                                              |
| L U T Y               | 24    | Star Ocean: The Last Hope                                  | X360                                             |
| L U T Y               | 24    | Shellshock 2: Blood Trails                                 | PS3, Win, X360                                   |
| L U T Y               | 24    | Tom Clancy’s EndWar                                        | Win                                              |
| L U T Y               | 24    | 50 Cent: Blood on the Sand                                 | PS3, X360                                        |
| L U T Y               | 24    | Dead Rising: Chop Till You Drop                            | Wii                                              |
| L U T Y               | 24    | Puzzle Quest Galactrix                                     | NDS, Win, XBLA, PS3                              |
| L U T Y               | 26    | Darkfall                                                   | Win                                              |
| L U T Y               | 26    | Eat Lead: The Return of Matt Hazard                        | PS3, X360                                        |
| L U T Y               | 26    | Halo Wars                                                  | X360                                             |
| L U T Y               | 27    | Killzone 2                                                 | PS3                                              |
| L U T Y               | 27    | Rogue Trooper                                              | Wii                                              |
| M A R Z E C           | 3     | Empire: Total War                                          | Win                                              |
| M A R Z E C           | 3     | Sonic and the Black Knight                                 | Wii                                              |
| M A R Z E C           | 3     | Major League Baseball 2K9                                  | X360, PS3, PS2, PSP, Wii                         |
| M A R Z E C           | 3     | MLB 09: The Show                                           | PS3, PS2, PSP                                    |
| M A R Z E C           | 4     | Watchmen: The End Is Nigh                                  | PS3, Win, X360                                   |
| M A R Z E C           | 6     | Tom Clancy’s H.A.W.X                                       | PS3, X360                                        |
| M A R Z E C           | 10    | World in Conflict: Soviet Assault                          | Win                                              |
| M A R Z E C           | 10    | Men of War                                                 | Win                                              |
| M A R Z E C           | 10    | MySims Party                                               | NDS, Wii                                         |
| M A R Z E C           | 10    | MadWorld                                                   | Wii                                              |
| M A R Z E C           | 10    | Grey’s Anatomy: The Video Game                             | Win, NDS, Wii                                    |
| M A R Z E C           | 12    | Command & Conquer: Red Alert 3 – Powstanie                 | Win                                              |
| M A R Z E C           | 13    | Codename Panzers: Cold War                                 | Win                                              |
| M A R Z E C           | 13    | Resident Evil 5                                            | PS3, X360                                        |
| M A R Z E C           | 17    | Wanted: Weapons of Fate                                    | PS3, Win, X360                                   |
| M A R Z E C           | 17    | Grand Theft Auto: Chinatown Wars                           | NDS                                              |
| M A R Z E C           | 17    | Resistance: Retribution                                    | PSP                                              |
| M A R Z E C           | 17    | Grand Ages: Rome                                           | Win                                              |
| M A R Z E C           | 17    | Tom Clancy’s H.A.W.X                                       | Win                                              |
| M A R Z E C           | 17    | Valkyrie Profile: Covenant of the Plume                    | NDS                                              |
| M A R Z E C           | 21    | Broken Sword: Shadows of the Templars – The Director’s Cut | NDS, Wii                                         |
| M A R Z E C           | 22    | Pokémon Platinum                                           | NDS                                              |
| M A R Z E C           | 23    | Battleforge                                                | Win                                              |
| M A R Z E C           | 23    | Command & Conquer: Red Alert 3                             | PS3                                              |
| M A R Z E C           | 23    | Dark Sector                                                | Win                                              |
| M A R Z E C           | 24    | WWE Legends of WrestleMania                                | PS3, X360                                        |
| M A R Z E C           | 24    | Final Fantasy Crystal Chronicles: Echoes of Time           | NDS, Wii                                         |
| M A R Z E C           | 24    | The Wheelman                                               | PS3, Win, X360                                   |
| M A R Z E C           | 24    | The Last Remnant                                           | Win                                              |
| M A R Z E C           | 24    | Stormrise                                                  | PS3, Win, X360                                   |
| M A R Z E C           | 24    | Wallace & Gromit’s Grand Adventures                        | Win                                              |
| M A R Z E C           | 24    | Freaky Creatures                                           | Win                                              |
| M A R Z E C           | 27    | Leisure Suit Larry: Box Office Bust                        | Win, X360, PS3                                   |
| M A R Z E C           | 27    | Doodle Jump                                                | Windows, iOS, Android                            |
| M A R Z E C           | 29    | Guitar Hero: Metallica                                     | PS2, PS3, Wii, X360                              |
| K W I E C I E Ń       | 7     | Ojciec chrzestny II                                        | PS3, X360, Win                                   |
| K W I E C I E Ń       | 7     | Ninja Blade                                                | X360                                             |
| K W I E C I E Ń       | 7     | Elven Legacy                                               | Win                                              |
| K W I E C I E Ń       | 7     | The Chronicles of Riddick: Assault on Dark Athena          | PS3, Win, X360                                   |
| K W I E C I E Ń       | 9     | Company of Heroes: Tales of Valor                          | Win                                              |
| K W I E C I E Ń       | 9     | Sacred                                                     | Lin                                              |
| K W I E C I E Ń       | 10    | Braid                                                      | Win                                              |
| K W I E C I E Ń       | 14    | Demigod                                                    | Win                                              |
| K W I E C I E Ń       | 20    | Excitebots: Trick Racing                                   | Wii                                              |
| K W I E C I E Ń       | 21    | Zeno Clash                                                 | Win                                              |
| K W I E C I E Ń       | 22    | Dynasty Warriors: Gundam 2                                 | PS3, PS2, X360                                   |
| K W I E C I E Ń       | 28    | Velvet Assassin                                            | X360, Win                                        |
| K W I E C I E Ń       | 29    | Stalin vs. Martians                                        | Win                                              |
| M A J                 | 1     | X-Men Geneza: Wolverine                                    | NDS, PS2, PS3, Wii, Win, X360, PSP               |
| M A J                 | 5     | Noc w muzeum 2                                             | NDS, Wii, Win, X360                              |
| M A J                 | 8     | Secret Files 2: Puritas Cordis                             | Win, Wii, NDS                                    |
| M A J                 | 12    | Battlestations: Pacific                                    | Win, X360                                        |
| M A J                 | 12    | Sacred 2: Fallen Angel                                     | PS3, X360                                        |
| M A J                 | 14    | Killing Floor                                              | Win                                              |
| M A J                 | 18    | Punch-Out!!                                                | Wii                                              |
| M A J                 | 19    | Bionic Commando                                            | PS3, X360                                        |
| M A J                 | 19    | Ocalenie                                                   | PS3, Wii, Win, X360                              |
| M A J                 | 19    | UFC 2009 Undisputed                                        | PS3, X360                                        |
| M A J                 | 19    | Boom Blox Bash Party                                       | Wii                                              |
| M A J                 | 26    | Infamous                                                   | PS3                                              |
| M A J                 | 26    | Damnation                                                  | Win, PS3, X360                                   |
| C Z E R W I E C       | 2     | The Sims 3                                                 | Win, Mac                                         |
| C Z E R W I E C       | 2     | Virtua Tennis 2009                                         | Wii                                              |
| C Z E R W I E C       | 2     | Red Faction: Guerrilla                                     | PS3, X360                                        |
| C Z E R W I E C       | 2     | Fuel                                                       | PS3, X360                                        |
| C Z E R W I E C       | 4     | Tanki Online                                               | Windows, Mac OS                                  |
| C Z E R W I E C       | 8     | Tiger Woods PGA Tour 10                                    | PS2, PS3, PSP, Wii, X360                         |
| C Z E R W I E C       | 8     | MySims Racing                                              | Wii, NDS                                         |
| C Z E R W I E C       | 9     | Virtua Tennis 2009                                         | X360, PS3                                        |
| C Z E R W I E C       | 9     | Prototype                                                  | PS3, Win, X360                                   |
| C Z E R W I E C       | 9     | Black Sigil: Blade of the Exiled                           | NDS                                              |
| C Z E R W I E C       | 9     | Rock Band Unplugged                                        | PSP                                              |
| C Z E R W I E C       | 9     | Indiana Jones and the Staff of Kings                       | Wii, NDS, PSP, PS2                               |
| C Z E R W I E C       | 13    | Incoming!                                                  | Wii                                              |
| C Z E R W I E C       | 16    | Ghostbusters: The Video Game                               | NDS, PS2, PS3, Wii, Win, X360                    |
| C Z E R W I E C       | 16    | Guitar Hero: Smash Hits                                    | PS2, PS3, Wii, X360                              |
| C Z E R W I E C       | 22    | Adam’s Venture : The Search for the Lost Garden            | Win                                              |
| C Z E R W I E C       | 23    | Anno 1404                                                  | Win                                              |
| C Z E R W I E C       | 23    | Zemsta upadłych                                            | NDS, PS2, PS3, Wii, Win, X360, PSP               |
| C Z E R W I E C       | 23    | The Conduit                                                | Wii                                              |
| C Z E R W I E C       | 23    | Overlord II                                                | PS3, Win, X360                                   |
| C Z E R W I E C       | 23    | Overlord: Dark Legend                                      | Wii                                              |
| C Z E R W I E C       | 23    | Overlord: Minions                                          | NDS                                              |
| C Z E R W I E C       | 23    | Spore Galactic Adventures                                  | Win                                              |
| C Z E R W I E C       | 25    | Fight Night Round 4                                        | PS3, X360                                        |
| C Z E R W I E C       | 25    | Battlefield Heroes                                         | Win                                              |
| C Z E R W I E C       | 26    | Blood Bowl                                                 | PS3, Win, X360                                   |
| C Z E R W I E C       | 30    | Harry Potter i Książę Półkrwi                              | Mac, Win, NDS, PS2, PS3, PSP, Wii, X360          |
| C Z E R W I E C       | 30    | Call of Juarez: Bound in Blood                             | PS3, Win, X360                                   |
| C Z E R W I E C       | 30    | BlazBlue: Calamity Trigger                                 | PS3, X360                                        |
| L I P I E C           | 3     | Virtua Tennis 2009                                         | Win                                              |
| L I P I E C           | 3     | Fuel                                                       | Win                                              |
| L I P I E C           | 3     | Trine                                                      | Win                                              |
| L I P I E C           | 7     | ArmA 2                                                     | Win                                              |
| L I P I E C           | 7     | Street Fighter IV                                          | Win                                              |
| L I P I E C           | 7     | Tales of Monkey Island                                     | Win                                              |
| L I P I E C           | 7     | The Bigs 2                                                 | X360, PS3, PS2, Wii, PSP                         |
| L I P I E C           | 8     | Battlefield 1943                                           | X360, PS3                                        |
| L I P I E C           | 14    | NCAA Football 10                                           | X360, PS3, PS2, PSP                              |
| L I P I E C           | 20    | Final Fantasy Crystal Chronicles: My Life as a Darklord    | Wii                                              |
| L I P I E C           | 21    | Little King’s Story                                        | Wii                                              |
| L I P I E C           | 26    | Wii Sports Resort                                          | Wii                                              |
| L I P I E C           | 28    | The King of Fighters XII                                   | PS3, X360                                        |
| L I P I E C           | 28    | Bionic Commando                                            | Win                                              |
| L I P I E C           | 30    | Puyo Puyo 7                                                | NDS                                              |
| L I P I E C           | 30    | Fat Princess                                               | PS3                                              |
| L I P I E C           | 31    | East India Company                                         | Win                                              |
| S I E R P I E Ń       | 4     | G.I. Joe: Czas Kobry                                       | NDS, PS2, PS3, PSP, Wii, X360, telefon komórkowy |
| S I E R P I E Ń       | 7     | Hearts of Iron III                                         | Win                                              |
| S I E R P I E Ń       | 7     | Ashes Cricket 2009                                         | PS3, Win, X360, Wii                              |
| S I E R P I E Ń       | 10    | Still Life 2                                               | Win, Mac                                         |
| S I E R P I E Ń       | 11    | C.O.R.E.                                                   | NDS                                              |
| S I E R P I E Ń       | 12    | Driver: You Are the Wheelman                               | iPhone (wydanie w USA)                           |
| S I E R P I E Ń       | 14    | Madden NFL 10                                              | PS3, PSP, X360                                   |
| S I E R P I E Ń       | 14    | Return to Mysterious Island 2                              | Win                                              |
| S I E R P I E Ń       | 18    | Wolfenstein                                                | PS3, Win, X360                                   |
| S I E R P I E Ń       | 21    | Raven Squad: Operation Hidden Dagger                       | Win, X360                                        |
| S I E R P I E Ń       | 24    | Metroid Prime: Trilogy                                     | Wii                                              |
| S I E R P I E Ń       | 25    | Cursed Mountain                                            | Wii                                              |
| S I E R P I E Ń       | 25    | Dissidia Final Fantasy                                     | PSP                                              |
| S I E R P I E Ń       | 25    | Batman: Arkham Asylum                                      | PS3, X360                                        |
| W R Z E S I E Ń       | 1     | Champions Online                                           | Win                                              |
| W R Z E S I E Ń       | 1     | Guitar Hero 5                                              | PS2, PS3, Wii, X360                              |
| W R Z E S I E Ń       | 1     | Soul Calibur: Broken Destiny                               | PSP                                              |
| W R Z E S I E Ń       | 4     | Section 8                                                  | Win, X360                                        |
| W R Z E S I E Ń       | 8     | IL-2 Sturmovik: Birds of Prey                              | X360, PS3, NDS, PSP                              |
| W R Z E S I E Ń       | 8     | AFL Challenge                                              | PSP                                              |
| W R Z E S I E Ń       | 8     | Muramasa: The Demon Blade                                  | Wii                                              |
| W R Z E S I E Ń       | 8     | Darkest of Days                                            | Win, X360                                        |
| W R Z E S I E Ń       | 8     | Colin McRae: DiRT 2                                        | X360, PS3, PSP, Wii, NDS                         |
| W R Z E S I E Ń       | 8     | Mini Ninjas                                                | Win, X360, PS3, Wii, NDS                         |
| W R Z E S I E Ń       | 9     | The Beatles: Rock Band                                     | PS2, PS3, X360, Wii                              |
| W R Z E S I E Ń       | 14    | Heroes Over Europe                                         | X360, PS3, Win                                   |
| W R Z E S I E Ń       | 14    | Mario & Luigi: Bowser’s Inside Story                       | NDS                                              |
| W R Z E S I E Ń       | 15    | Klopsiki i inne zjawiska pogodowe                          | PS3, X360, Wii, NDS, PSP                         |
| W R Z E S I E Ń       | 15    | Need for Speed: Shift                                      | PS3, PSP, Win, X360                              |
| W R Z E S I E Ń       | 15    | Resident Evil 5                                            | Win                                              |
| W R Z E S I E Ń       | 15    | Batman: Arkham Asylum                                      | Win                                              |
| W R Z E S I E Ń       | 15    | NHL 10                                                     | X360, PS3                                        |
| W R Z E S I E Ń       | 15    | NHL 2K10                                                   | X360, PS2, PS3, Wii                              |
| W R Z E S I E Ń       | 15    | Red Faction: Guerrilla                                     | Win                                              |
| W R Z E S I E Ń       | 15    | Marvel: Ultimate Alliance 2                                | NDS, PS3, PS2, Wii, X360                         |
| W R Z E S I E Ń       | 15    | Scribblenauts                                              | NDS                                              |
| W R Z E S I E Ń       | 15    | Wet                                                        | PS3, X360                                        |
| W R Z E S I E Ń       | 16    | Shadowgrounds                                              | Lin                                              |
| W R Z E S I E Ń       | 18    | Majesty 2: The Fantasy Kingdom Sim                         | Win                                              |
| W R Z E S I E Ń       | 18    | Shadowgrounds Survivor                                     | Lin                                              |
| W R Z E S I E Ń       | 22    | Katamari Forever                                           | PS3                                              |
| W R Z E S I E Ń       | 22    | Fallen Earth                                               | Win                                              |
| W R Z E S I E Ń       | 22    | Halo 3: ODST                                               | X360                                             |
| W R Z E S I E Ń       | 22    | Teenage Mutant Ninja Turtles: Smash-Up                     | Wii, PS2                                         |
| W R Z E S I E Ń       | 22    | Aion: The Tower of Eternity                                | Win                                              |
| W R Z E S I E Ń       | 22    | Spyborgs                                                   | Wii                                              |
| W R Z E S I E Ń       | 22    | Order of War                                               | Win                                              |
| W R Z E S I E Ń       | 25    | Professor Layton and the Diabolical Box                    | NDS                                              |
| W R Z E S I E Ń       | 29    | Tornado Outbreak                                           | Wii, PS3, X360                                   |
| W R Z E S I E Ń       | 29    | Beaterator                                                 | PSP                                              |
| W R Z E S I E Ń       | 29    | Dead Space: Extraction                                     | Wii                                              |
| W R Z E S I E Ń       | 29    | Kingdom Hearts 358/2 Days                                  | NDS                                              |
| W R Z E S I E Ń       | 29    | MotorStorm: Arctic Edge                                    | PSP                                              |
| W R Z E S I E Ń       | 29    | Ninja Gaiden Sigma 2                                       | PS3                                              |
| W R Z E S I E Ń       | 29    | ObsCure II                                                 | PSP                                              |
| W R Z E S I E Ń       | 30    | The Wizard of Oz: Beyond the Yellow Brick Road             | NDS                                              |
| P A Ź D Z I E R N I K | 1     | Gran Turismo PSP                                           | PSP                                              |
| P A Ź D Z I E R N I K | 4     | Wii Fit Plus                                               | Wii                                              |
| P A Ź D Z I E R N I K | 6     | NBA Live 10                                                | PS3, PSP, X360                                   |
| P A Ź D Z I E R N I K | 6     | NBA 2K10                                                   | X360, PS2, PS3, PSP                              |
| P A Ź D Z I E R N I K | 6     | Operation Flashpoint 2: Dragon Rising                      | PS3, Win, X360                                   |
| P A Ź D Z I E R N I K | 6     | Star Wars: The Clone Wars - Republic Heroes                | PS3, Win, X360, Wii, PSP, PS2, NDS               |
| P A Ź D Z I E R N I K | 6     | PS3, X360                                                  |                                                  |
| P A Ź D Z I E R N I K | 7     | Demon’s Souls                                              | PS3                                              |
| P A Ź D Z I E R N I K | 9     | Cities XL                                                  | Win                                              |
| P A Ź D Z I E R N I K | 12    | Cars Race-O-Rama                                           | Wii, PS3, X360, PS2, NDS, PSP                    |
| P A Ź D Z I E R N I K | 12    | NBA 2K10                                                   | Win                                              |
| P A Ź D Z I E R N I K | 13    | Afrika                                                     | PS3                                              |
| P A Ź D Z I E R N I K | 13    | Brütal Legend                                              | PS3, X360                                        |
| P A Ź D Z I E R N I K | 13    | Mario & Sonic at the Olympic Winter Games                  | Wii, NDS                                         |
| P A Ź D Z I E R N I K | 13    | Uncharted 2: Among Thieves                                 | PS3                                              |
| P A Ź D Z I E R N I K | 13    | MagnaCarta II                                              | X360                                             |
| P A Ź D Z I E R N I K | 20    | Tropico 3                                                  | Win                                              |
| P A Ź D Z I E R N I K | 20    | Astro Boy: The Video Game                                  | Wii, PS2, PSP, DS                                |
| P A Ź D Z I E R N I K | 20    | Bakugan Battle Brawlers                                    | Wii, PS2, PS3, NDS, X360                         |
| P A Ź D Z I E R N I K | 20    | The Secret Saturdays: Beasts of the 5th Sun                | Wii, PS2, PSP, DS                                |
| P A Ź D Z I E R N I K | 20    | Marvel Super Hero Squad                                    | Wii, PS2, PSP, DS                                |
| P A Ź D Z I E R N I K | 20    | MotorStorm: Arctic Edge                                    | PS2                                              |
| P A Ź D Z I E R N I K | 20    | FIFA 10                                                    | PS3, Win, X360                                   |
| P A Ź D Z I E R N I K | 20    | Borderlands                                                | PS3, X360                                        |
| P A Ź D Z I E R N I K | 20    | Eufloria                                                   | Win                                              |
| P A Ź D Z I E R N I K | 20    | WWE SmackDown vs. Raw 2010                                 | NDS, PS2, PS3, PSP, Wii, X360                    |
| P A Ź D Z I E R N I K | 20    | Grand Theft Auto: Chinatown Wars                           | PSP                                              |
| P A Ź D Z I E R N I K | 22    | Trine                                                      | PS3                                              |
| P A Ź D Z I E R N I K | 22    | Metal Drift                                                | Win                                              |
| P A Ź D Z I E R N I K | 23    | Pro Evolution Soccer 2010                                  | Win, PS3, X360, NDS, PS2, PSP, Wii               |
| P A Ź D Z I E R N I K | 26    | Borderlands                                                | Win                                              |
| P A Ź D Z I E R N I K | 27    | League of Legends: Clash of Fates                          | Win                                              |
| P A Ź D Z I E R N I K | 27    | Forza Motorsport 3                                         | X360                                             |
| P A Ź D Z I E R N I K | 27    | Fairytale Fights                                           | PS3, X360                                        |
| P A Ź D Z I E R N I K | 27    | Painkiller: Resurrection                                   | Win, X360                                        |
| P A Ź D Z I E R N I K | 27    | Ben 10 Alien Force: Vilgax Attacks                         | PS2, X360, PSP, Wii, NDS                         |
| P A Ź D Z I E R N I K | 27    | Tekken 6                                                   | PS3, X360, PSP                                   |
| P A Ź D Z I E R N I K | 27    | Ratchet & Clank Future: A Crack in Time                    | PS3                                              |
| P A Ź D Z I E R N I K | 27    | DJ Hero                                                    | X360, PS3, PS2, Wii                              |
| P A Ź D Z I E R N I K | 27    | Torchlight                                                 | Win                                              |
| P A Ź D Z I E R N I K | 29    | Bayonetta                                                  | PS3, X360                                        |
| P A Ź D Z I E R N I K | 29    | Grand Theft Auto: The Ballad of Gay Tony                   | X360                                             |
| P A Ź D Z I E R N I K | 29    | Grand Theft Auto: Episodes From Liberty City               | X360                                             |
| P A Ź D Z I E R N I K | 31    | Ninja Blade                                                | Win                                              |
| P A Ź D Z I E R N I K | 31    | Win                                                        |                                                  |
| L I S T O P A D       | 1     | Rabbids Go Home                                            | Wii, DS                                          |
| L I S T O P A D       | 3     | C.O.P. The Recruit                                         | NDS                                              |
| L I S T O P A D       | 3     | Need for Speed: Nitro                                      | Wii, NDS                                         |
| L I S T O P A D       | 3     | Lego Rock Band                                             | PS3, X360, Wii, NDS                              |
| L I S T O P A D       | 3     | Band Hero                                                  | PS2, PS3, Wii, X360, NDS                         |
| L I S T O P A D       | 3     | Dragon Age: Początek                                       | Win, PS3, X360                                   |
| L I S T O P A D       | 3     | Star Wars Battlefront: Elite Squadron                      | DS, PSP                                          |
| L I S T O P A D       | 3     | We Cheer 2                                                 | Wii                                              |
| L I S T O P A D       | 4     | Jak and Daxter: The Lost Frontier                          | PS2, PSP                                         |
| L I S T O P A D       | 6     | Star Wars: The Force Unleashed -- Ultimate Sith Edition    | Win, PS3, X360                                   |
| L I S T O P A D       | 9     | NBA 2K10                                                   | Wii                                              |
| L I S T O P A D       | 10    | Dragon Ball Z: Raging Blast                                | PS3, X360                                        |
| L I S T O P A D       | 10    | Call of Duty: Modern Warfare 2                             | Win, PS3, X360                                   |
| L I S T O P A D       | 10    | Call of Duty: Modern Warfare                               | Wii                                              |
| L I S T O P A D       | 10    | Call of Duty: Modern Warfare: Mobilized                    | NDS                                              |
| L I S T O P A D       | 11    | WorldShift                                                 | Win                                              |
| L I S T O P A D       | 12    | Phantasy Star 0                                            | NDS                                              |
| L I S T O P A D       | 12    | Disciples III: Odrodzenie                                  | Win                                              |
| L I S T O P A D       | 15    | New Super Mario Bros. Wii                                  | Wii                                              |
| L I S T O P A D       | 17    | Lego Indiana Jones 2: The Adventure Continues              | Wii, X360, PS3, NDS, PSP, Win                    |
| L I S T O P A D       | 17    | God of War Collection                                      | PS3                                              |
| L I S T O P A D       | 17    | Formula One 2009                                           | Wii, PSP                                         |
| L I S T O P A D       | 17    | Assassin’s Creed: Bloodlines                               | PSP                                              |
| L I S T O P A D       | 17    | Assassin’s Creed II: Discovery                             | NDS                                              |
| L I S T O P A D       | 17    | Resident Evil: The Darkside Chronicles                     | Wii                                              |
| L I S T O P A D       | 17    | Left 4 Dead 2                                              | Win, X360                                        |
| L I S T O P A D       | 17    | Assassin’s Creed II                                        | PS3, X360                                        |
| L I S T O P A D       | 17    | Tony Hawk: Ride                                            | PS3, Wii, X360                                   |
| L I S T O P A D       | 18    | The Sims 3: World Adventures                               | Win, Mac                                         |
| L I S T O P A D       | 18    | NCAA Basketball 10                                         | PS3, X360                                        |
| L I S T O P A D       | 26    | Solium Infernum                                            | Win, Mac                                         |
| G R U D Z I E Ń       | 1     | Might & Magic: Clash of Heroes                             | DS                                               |
| G R U D Z I E Ń       | 1     | Alganon                                                    | Win                                              |
| G R U D Z I E Ń       | 1     | Avatar: Gra komputerowa                                    | PS3, X360, Win, Wii, DS                          |
| G R U D Z I E Ń       | 1     | Colin McRae: DiRT 2                                        | Win                                              |
| G R U D Z I E Ń       | 1     | Rogue Warrior                                              | PS3, Win, X360                                   |
| G R U D Z I E Ń       | 2     | Altitude (gra komputerowa)                                 | Win                                              |
| G R U D Z I E Ń       | 7     | The Legend of Zelda: Spirit Tracks                         | NDS                                              |
| G R U D Z I E Ń       | 8     | Driver: You Are the Wheelman                               | iPhone (wydanie poza terenami USA)               |
| G R U D Z I E Ń       | 8     | The Saboteur                                               | PS3, X360, Win                                   |
| G R U D Z I E Ń       | 8     | Avatar: Gra komputerowa                                    | PSP                                              |
| G R U D Z I E Ń       | 22    | Guitar Hero: Van Halen                                     | PS2, PS3, Wii, X360                              |
| G R U D Z I E Ń       | 26    | Final Fantasy Crystal Chronicles: The Crystal Bearers      | Wii                                              |